# Iakobi Kajaia
Iakobi Kajaia (født 28. september 1993) er en georgisk bryder, der konkurrerer i græsk-romersk stil.
Han repræsenterede Georgien ved sommer-OL 2016 i Rio de Janeiro, hvor han blev elimineret i kvartfinalen.
Under sommer-OL 2020 i Tokyo, som blev afholdt i 2021, vandt han sølv.